# Ascendancy (jeu vidéo)
Pour les articles homonymes, voir Ascendancy.
Ascendancy est un jeu vidéo 4X de stratégie au tour par tour développé par The Logic Factory, sorti en 1995 sur PC (DOS, Windows). Une nouvelle version a été éditée en 2011 pour iOS.
Le joueur dirige l'une des races disséminées dans la galaxie et doit réussir à la rendre prédominante.

## Système de jeu

### Début de partie
Le joueur choisit sa race, la densité stellaire de la galaxie, le nombre de joueurs (de 3 à 7), l'ambiance de jeu (paisible, neutre, hostile), et sa couleur sur la carte. Le joueur commence sur une seule planète et doit développer son industrie, sa recherche, et sa population avant de penser à conquérir les étoiles.

### Races
Les 21 races proposées sont originales, tant au niveau de leur histoire que de leur forme ; les humains ne sont pas représentés. Chaque espèce dispose d'une capacité spéciale soit utilisable à intervalles réguliers (par exemple, les Mèbes peuvent augmenter la population maximale de leurs colonies tous les 72 jours), soit permanente (ex. : les Oculons connaissent toute l'organisation de la galaxie dès le début de partie).
La victoire dépend de la race sélectionnée, avec des objectifs à découvrir en cours de partie.

### Galaxie et planètes
La galaxie est composée de systèmes reliés par des passages stellaires, qui seuls autorisent le voyage des vaisseaux spatiaux.
La taille des planètes habitables varie de minuscule à énorme ; plus la planète est grosse, plus elle pourra accueillir d'habitants. La surface est divisées en cases de couleurs différentes : les cases rouges favorisent la production industrielle, les vertes favorisent la prospérité de la population, les bleues favorisent la recherche, les blanches n'apportent aucun bonus ; les cases noires sont quasiment stériles. À de rares exceptions près, chaque bâtiment construit mobilise une unité de population (qui devient une unité de travailleur).
Le joueur peut faire jusqu'à dix constructions en orbite (base de missiles, bouclier orbital, etc.).
Le joueur peut aussi fouiller des sites archéologiques qui permettront de découvrir des secrets de civilisations disparues.

### Recherche
La recherche s'effectue en suivant un arbre technologique prédéfini et très vaste, où les découvertes potentielles dépendent des résultats déjà obtenus. Au début, le joueur ne peut que construire des abris planétaires, des usines, des « agrizones », ou des laboratoires ; ses progrès lui permettront de conquérir l'espace et de concevoir de meilleurs bâtiments.

### Vaisseaux spatiaux
Les vaisseaux sont intégralement conçus par le joueur, sauf les coques dont l'aspect dépend de la race choisie. Le joueur choisit la taille du vaisseau, puis l'armement, les boucliers, les générateurs d'énergie, les moteurs, et les équipements spéciaux. Le nombre maximal de vaisseaux est égal au nombre de systèmes planétaires contrôlés + 1.
Les combats se déroulent round par round, jusqu'à ce que les vaisseaux n'aient plus d'énergie (pour activer leurs boucliers, pour utiliser leurs armes, pour se déplacer, etc.). Les équipages gagnent progressivement de l'expérience au fur et à mesure que le temps s'écoule.

### Diplomatie
L'écran de diplomatie permet de conclure de alliances, d'échanger des informations sur les passages stellaires ou sur les systèmes solaires, ou d'échanger des technologies, ou de demander d'interagir avec d'autres espèces ; en cas de guerre, le joueur ne peut que faire la paix avec ses ennemis.
L'écran d'espionnage permet d'obtenir une idée approximative de la puissance des autres joueurs (taille de la flotte, avancement technologique, nombre de systèmes contrôlés, relations avec les autres races).

## Trucs et astuces
Maj + clic gauche de la souris permet d'obtenir de l'aide ; la description des infrastructures planétaires s'affiche quand ce raccourci est utilisé dans la liste de construction (et non pas sur un bâtiment déjà construit).

## Accueil
| Ascendancy            |      |       |
| Média                 | Pays | Notes |
| Computer Gaming World | US   | 2.5/5 |
| Gen4                  | FR   | 84 %  |
| Joystick              | FR   | 91 %  |